# Miyake Seiichi
Miyake Seiichi (三宅 精一 (Tam Trạch Tinh Nhất) 1926-1982)  là một nhà phát minh người Nhật Bản. Ông nổi tiếng với việc phát minh "tấm lát nền xúc giác" (hay "gạch tenji", "khối Tenji", "gạch xúc giác"; tiếng Anh: Tenji block/tactile paving) dành cho người khiếm thị khi họ tham gia giao thông.

## Phát minh tấm lát nền xúc giác
Năm 1965, Miyake đã dùng tiền của mình sáng chế ra các tấm lát nền xúc giác (tenji block). Khối này có hai loại chính, một có những hình tròn nổi và loại còn lại có thanh dọc. Trong đó, khối chấm cho người dùng biết họ đang gặp nguy hiểm; còn khối có thanh dọc có nghĩa là bạn có thể an toàn khi đi tiếp và khối có những hình tròn nổi có nghĩa là bạn cần chú ý.
Hai năm sau, vào ngày 18 tháng 3 năm 1967, thành phố Okayama (phía Tây Nhật Bản) là nơi đầu tiên lắp đặt công trình phát minh này dành cho người khiếm thị.
10 năm sau, nhờ lợi ích và tính khả dụng của nó, gạch xúc giác trở thành công trình bắt buộc trong tuyến Đường sắt Quốc gia Nhật Bản.

## Vinh danh
Ngày 18 tháng 3 năm 2019, Google Doodle vinh danh ông khi logo của trang tìm kiếm này được đổi thành những khối màu vàng có chấm nổi và sọc.